# 拉里·厄文

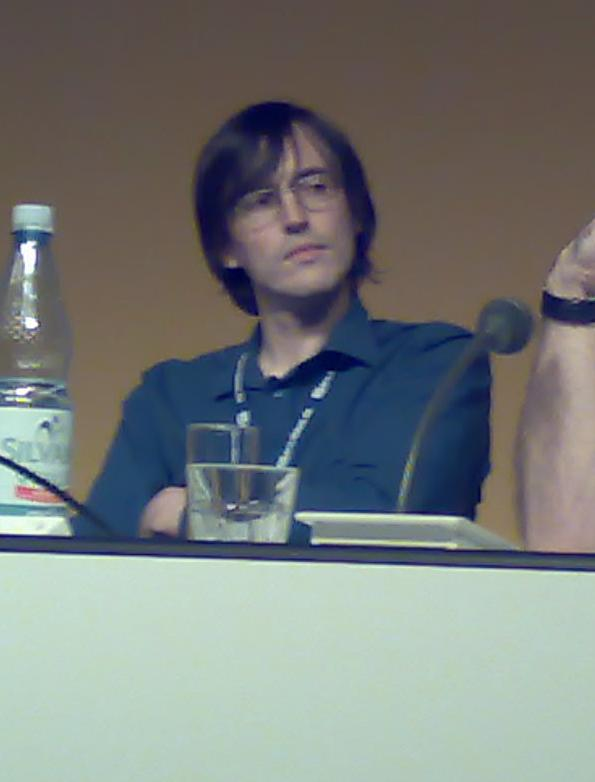
參加2007年LinuxTag的拉里・厄文

拉里·厄文 是一位美籍的電腦程式設計師，他是知名的Linux吉祥物「Tux」的創造者。他同時也是Ximian公司標識的設計者，同時他也參與了：
- F-Spot: 一個數位相片管理的專案。
- GtkHTML: 一個快速的 HTML 編輯器。
- Novell Evolution: 一套包含了郵件程式、行事曆及連絡人管理的軟體。
- GIMP: 一套影像編修程式。
- Gill: 一套實驗性的SVG檢視器。